# Frances Rich
Frances Rich (született: Irene Frances Lither Deffenbaugh) (Spokane, 1910. január 8. – Payson, 2007. október 14.) amerikai szobrász, filmszínésznő.

## Ifjúsága
Irene Frances Luther némafilmszínésznő és Elvo Elcourt Deffenbaugh ügynök gyerekeként született. Anyja később hozzáment Charles Rich-hez, aki nevére vette őt. 1931-ben végzett a Smith College-ban. Hat filmben játszott: Unholy Love (1932), The Thirteenth Guest (1932), Officer Thirteen (1932), Diamond Trail (1933), Zoo in Budapest (1933), Pilgrimage (1933). 1931. november és 1932. február között a broadway-i Belasco Színház Brief Moment című darabjában játszott.

## Szobrászként
1933-ban megismerkedett Malvina Hoffman szobrásszal, és két évig tanult mellette Párizsban. Miután visszatért az Amerikai Egyesült Államokban, a Boston Museum Schoolban tanult, majd saját stúdiót nyitott New Yorkban. 1937 és 1940 között a Cranbrook Academy of Art hallgatója volt. Ezután találkozott Carl Milles szobrásszal, és a következő 18 évben együtt dolgoztak.
A második világháború alatt a haditengerészt tartalékállományában szolgált, korvettkapitányként szerelt le. Ezután a Scripps College-ban dolgozott Albert Stewarttal. Ezután a Columbia Egyetem következett, majd 1947-ben kinevezték a Smith College közönségkapcsolati igazgatójának. 1950-ben lemondott, és visszatért a művészethez. Készített büsztöket, fal- és ajtóburkolatokat, plaketteket és emlékérmeket, szobrokat és rajzokat. Legismertebb alkotása az Arlingtoni Nemzeti Temetőben álló Nővér emlékmű.
Számos szentszobrot készített, valamint megformázta Lotte Lehmann német énekesnő, Margaret Sanger nőaktivista, Diego Rivera mexikói festő és Katharine Hepburn színésznő portréját. Művei láthatók a Smith College-ban, a Purdue egyetemen, a kanadai combermere-i Madonna House-ban, a svédországi Lindingö Millesgardenében, a stratfordi amerikai Shakespeare-fesztivál színházban, a bremertoni Szentháromság templomban, a San Franciscó-i Grace katedrálisban és számos gyűjteményben. Bronzpelikánja a Kaliforniai Egyetem Pelikán háza előtt áll.